# Ideologie
Ideologia reprezintă un ansamblu de diferite idei, concepții, indiferent ce conținut ar avea ele, încadrate în orientări sociale și politice. 

## Definiții
În semnificația actuală, ideologia se referă la acel ansamblu de idei și principii care stabilesc o anume formă de guvernământ, sau o filosofie socială asupra celei mai bune forme de organizare a statului care satisface optim nevoile și împlinește la cel mai înalt nivel așteptările cetățenilor.
Accepțiuni clasice și moderne ale ideologiei:
- de Tracy: studiu obiectiv al (originii) ideilor;

- Marx: orice idee practică (în suprastructură); orice idee care contribuie la camuflarea contradicțiilor sociale; tot ce este nonștiință; falsa conștiință (Engels după Marx); iluzie (Marx, scrieri târzii); ceva superficial sau înșelător; ceva neempiric (Engels);

- Gramsci: discurs, de obicei cu tentă idealistă, al intelectualilor „tradiționali” menit să mascheze totala lor desuetudine (ideologiile arbitrare); discurs care organizează masele umane și creează terenul pe care omul acționează, dobândește conștiința propriei sale poziții, luptă etc. (conștiință colectivă de clasă conectată) (ideologiile organice);

- Althusser: ideologia are o existență cvasimaterială, capabilă să definească ceea ce gândesc oamenii, întruchipată în societatea noastră prin „aparatul ideologic de stat”: biserici, școli și sindicate; ideologia nu este doar o reprezentare iluzorie a realității, ci și mijlocul prin care omul își trăiește relația cu realitatea; orice ideologie are funcția (care o definește) de a „constitui” indivizi concreți ca subiecți (ai autorităților etc.)

- Karl Mannheim: idee transcendentă situațional, care nu reușește niciodată de facto să-și realizeze conținutul;

- Minogue: ostilitate împărtășită pentru modernism: pentru liberalism în politică, pentru individualism în practică și pentru piață în economie;

- Sartori: unealtă analitică; opusul pragmatismului;

- Seliger: orice set de credințe orientate spre acțiune organizate într-un sistem coerent;

- Geertz: sistem cultural;

- McLellan: un aspect al tuturor sistemelor de semne și simboluri în măsura în care ele sunt implicate într-o distribuție asimetrică a puterii și resurselor. McLellan consideră că există un fel de mecanism intern de autoapărare, care se manifestă sub forma unei naivități metodologice, care îi determină pe teoreticieni să se lase ispitiți de o tentație, extrem de răspândită, aceea de a califica drept ideologie doar perspectiva celuilalt, în raport cu care viziunea proprie se constituie ca un punct de referință al obiectivității, ce permite o decelare corectă a caracteristicilor și a mecanismelor gândirii ideologice;

- Hoevels: ideologia, este după Hoevels, rezultatul selecției memelor în condițiile dominației.

## Ideologii sociale
În istoria modernă, două modele majore de organizare socială au marcat dezvoltarea societăților: capitalismul și comunismul. Acestea reprezintă nu doar forme economice, ci și structuri politice și ideologice ce influențează profund modul de viață al indivizilor.
Capitalismul se bazează pe proprietatea privată a mijloacelor de producție și pe funcționarea pieței libere. În cadrul acestui sistem, inițiativa individuală și concurența sunt încurajate, fiind văzute ca motoare ale inovației și creșterii economice. Cu toate acestea, criticile marxiste subliniază că, în practică, capitalismul generează inegalități sociale și concentrează puterea economică și politică în mâinile unei clase dominante, proletariatul fiind exploatat prin muncă salariată. Democratia formală capitalistă poate fi limitată de influența capitalului asupra proceselor politice.
Comunismul, conform teoriei marxiste, propune abolirea proprietății private asupra mijloacelor de producție, instaurând proprietatea comună și controlul democratic al acestora de către întreaga societate. Scopul este eliminarea exploatării și crearea unei societăți fără clase sociale. Criticii regimurilor comuniste din secolul XX evidențiază frecvent probleme legate de birocrație excesivă, centralism politic și restrângerea unor drepturi civile. Totuși, susținătorii marxismului argumentează că aceste derapaje au fost deviații istorice, iar idealul comunist rămâne o viziune emancipatoare și egalitară.

## Critici frecvente aduse comunismului și contrargumente istorice
- „Comunismul inhibă gândirea creativă și inițiativa personală”  Această afirmație neglijează realizările științifice și culturale ale țărilor socialiste. Uniunea Sovietică a fost prima care a lansat un satelit artificial, Sputnik, în 1957, marcând o premieră mondială în explorarea spațială. România socialistă a eradicat analfabetismul în mod efectiv, asigurând acces universal la educație. Mulți cercetători și artiști au beneficiat de finanțare și sprijin pentru proiecte inovatoare, chiar dacă în anumite momente birocrația și controlul politic au restricționat libertățile individuale.
- „Comunismul suprimă democrația în favoarea unui grup de conducători autoritari”  Regimurile comuniste au suferit în multe cazuri de centralism birocratic și putere excesivă concentrată, însă conceptele marxiste inițiale promovează democrația directă și controlul colectiv asupra mijloacelor de producție. Problemele apar mai degrabă din deformări istorice, intervenții externe și contexte geopolitice, decât din natura sistemului comunist în sine.
- „Comunismul este incapabil să asigure bunăstare materială și tehnologică”  În ciuda embargourilor și presiunilor economice, țările socialiste au realizat progrese notabile în infrastructură, sănătate publică și tehnologie. De exemplu, sistemul de sănătate românesc a oferit acces larg populației, iar industria autohtonă a produs modele competitive în anumite perioade.

- „Comunismul duce la stagnare și lipsă de libertăți culturale”  Deși anumite restricții au fost impuse în domeniul culturii și mass-media, au existat perioade și spații de efervescență culturală și intelectuală. Numeroși artiști, scriitori și intelectuali au fost sprijiniți și au contribuit la patrimoniul cultural național.